# 譚世勣
譚世勣（1073年—1127年），字彦成，今湖南省湘潭县人，北宋政治家、官员。:32

## 生平
1073年，譚世勣出生在潭州长沙（今湖南省湘潭县）。:32宋徽宗崇宁年间，他考中进士，任郴州教授。:32后来调任秘书省正字，负责校勘古籍，因和权臣蔡京不和，6年没有升职。:32后来任礼部员外郎。:32宋钦宗时期任给事中兼侍读，经常上书针砭时弊。:32金兵南下入侵北宋，他提出“守边”“守河”三策，朝廷没有采纳。:32靖康二年（1127年），金兵攻陷汴京，掳走宋徽宗和宋钦宗，他陪同宋钦宗到金国，在金国朝堂上指出宋金交战十祸，劝金人罢兵议和。:32金国立张邦昌为“楚帝”，任命譚世勣为直学士，譚世勣坚决拒绝，绝世而卒。:32宋高宗建炎初期追赠端明殿学士，谥号“端洁”。:32其生平事迹在《宋史》中有传。:32

## 家庭
譚世勣的父亲名叫谭章，字焕之，隐居在家乡照潭（今湘潭县）。:32谭章的弟弟谭升也是进士。:32靖康之耻，谭章日夜痛哭，导致一目失明，儿子譚世勣守节绝世而卒后，他叹息说：“吾子得死所矣！不胜父子之情，一己之私也；为国尽节死，天下之公也。吾何恨哉！”:33

## 著作
- 《师陶集》
- 《谭端洁文集》